# Robert Greville (2e baron Brooke)
Robert Greville, 2e baron Brooke (mai 1607 - 2 mars 1643) est un chef Têtes-Rondes de la première révolution anglaise.

## Biographie
Il est le cousin et le fils adoptif de Fulke Greville (1er baron Brooke), et devient ainsi le deuxième Lord Brooke et propriétaire du château de Warwick. Il est né en 1607 et entre au Parlement pour Warwick en 1628. Il participe à des débats, mais une enquête a lieu sur son élection pour Warwick, et elle est annulée le 31 mai 1628. Avant que l'Élection partielle puisse avoir lieu, le père adoptif de Greville meurt le 30 septembre 1628, et Robert lui succède à la pairie et peut par la suite siéger à la Chambre des lords. Il est impliqué dans la fondation de la colonie de Saybrook dans le Connecticut.
Kupperman note que Greville, en 1634, en tant que membre fondateur de la Compagnie de l'île de la Providence, « manifestait sa volonté d'assumer tout le fardeau du financement, à condition que la direction de l'entreprise lui soit entièrement confiée. » Cependant, « John Pym a dirigé ceux qui n'étaient pas disposés à abandonner entièrement leur projet », et la colonie de l'île Providence fut finalement envahie par la flotte espagnole en mai 1641.
Greville est emprisonné par Charles Ier à York en 1639 pour avoir refusé de prêter serment de se battre pour le roi et devient bientôt un membre actif du parti parlementaire; prenant part à la guerre civile, il bat les royalistes lors d'une escarmouche à Kineton en août 1642.
Pendant la guerre civile, il commande les forces du Parlement dans le Warwickshire et le Staffordshire et est considéré par beaucoup comme le successeur éventuel du comte d'Essex. En 1642, il remporte la victoire de Kineton. Il prend Stratford-upon-Avon en février 1643 et est tué peu de temps après en assiégeant la cathédrale de Lichfield le 2 mars.

## Famille
Greville se marie avec Catharine, fille de Francis Russell avec qui il a cinq fils. L'aîné, Francis, lui succède, mais meurt sans enfants. Son frère Robert est également mort célibataire, le titre revenant à son plus jeune frère Fulke.